# کلوپ همسران
کلوپ همسران فیلمی به کارگردانی و تهیه‌کنندگی مهدی صباغ‌زاده، نویسندگی آرش قادری و مهدی صباغ‌زاده محصول سال ۱۳۹۷ است.
این فیلم از تاریخ ۲۷ شهریور ۱۳۹۸ در سینماهای ایران اکران شده‌است.

## بازیگران
- محمدرضا شریفی‌نیا
- میترا حجار
- شقایق فراهانی
- بیژن بنفشه‌خواه
- علی انصاریان
- سمیرا حسن‌پور
- محمدرضا هدایتی
- گوهر خیراندیش
- رضا بنفشه‌خواه
- آرزو نصیرپور
- میترا مجدآبادی